# Прудовики
Прудовики́ (лат. Lymnaeidae) — семейство брюхоногих моллюсков из надсемейства Lymnaeoidea подкласса Heterobranchia. Широко распространённые обитатели пресных вод. Обладают хорошо развитой спирально закрученной в 4—5 оборотов раковиной (некоторые ископаемые представители обладают раковиной, близкой к колпачковидной). Некоторые представители этого семейства — промежуточные хозяева партеногенетических поколений трематод, в том числе опасных паразитов человека. В целом организация Lymnaeidae мало отличается от остальных лёгочных моллюсков.

## Питание
Прудовики предпочитают растительную пищу. Потребляют как живые растения, так и растительный детрит. Кроме того, значительную долю рациона может составлять животная пища и бактерии. Прудовики не брезгуют употреблять в пищу упавших в воду мух и рыбью икру. В аквариуме их можно подкармливать сырой картошкой, латуком и капустной кочерыжкой.

## Размножение
Гермафродиты. Оплодотворение может происходить как своими половыми продуктами, так и чужими. Откладывает большое количество яиц, заключённых в прозрачные слизистые кладки вытянутой формы. Количество яиц в кладке может варьировать в зависимости от вида.

## Дыхание
Как и другие лёгочные улитки, прудовики лишены первичных жабр. Большинство представителей семейства дышит атмосферным воздухом с помощью лёгкого — специализированного участка мантийной полости, к которому прилегает густая сеть кровеносных сосудов. Для того, чтобы обновить воздух в лёгочной полости, эти моллюски периодически поднимаются к поверхности воды и выставляют наружу свёрнутый в трубку край мантии.
В чистой, богатой кислородом воде некоторые прудовики способны обитать на достаточно больших глубинах, не поднимаясь к поверхности. При этом лёгкое заполняется водой и газообмен происходит через неё. Моллюски, обитающие в таких условиях, как правило, мельче представителей того же вида, населяющих мелководья.
Лёгочное дыхание может отчасти дополняться мантийным.

## Нервная система
Нервная система прудовика включает в себя гигантские нейроны, использующиеся в нейрофизиологии как модельный объект для изучения функционирования нервной системы животных. Помещённые в питательную среду, изолированные нейроны прудовика способны оставаться живыми в течение нескольких недель. Расположение гигантских нейронов в ганглиях прудовика довольно стабильное. Это позволяет идентифицировать индивидуальные нейроны на серии препаратов и изучать их индивидуальные свойства, которые значительно различаются от клетки к клетке. Раздражение в эксперименте единственной клетки ганглия может вызывать сложную последовательность координированных движений животного. Это может свидетельствовать о том, что гигантские нейроны моллюсков способны осуществлять функции, которые у других животных выполняют большие сложно организованные структуры из многих нейронов.

## Список родов
- Acella Haldeman, 1841
- Adelinella Wenz, 1922
- Austropeplea B.C. Cotton, 1942
- Bakerilymnaea Weyrauch, 1964
- Boskovicia Brusina, 1894
- Bullastra Bergh, 1901
- Bulimnea Haldeman, 1841
- Catascopia Meier-Brook & Bargues, 2002
- Corymbina Bulowski, 1892
- Erinna H. Adams et A. Adams, 1858
- Fisherola Hannibal, 1912
- Galba Schrank, 1803
- Kutikina Ponder & Waterhouse, 1997
- Lanx Clessin, 1882
- Lymnaea Lamarck, 1799typus
- Myxas G.B.Sowerby, 1822
- Omphiscola Rafinesque, 1819
- Pseudisidora Thiele, 1931
- Pseudosuccinea F.C. Baker, 1980
- Radix Montfort, 1810
- Stagnicola Jeffreys, 1820
- Valenciennius Rousseau, 1842
- Velutinopsis Sandberger, 1875
- Zagrabia Brusina